# Tuscan (Schiff, 1943)
HMS Tuscan (R56) war ein Zerstörer der Royal Navy, der 1943 als zweiter der S- bis W-Klasse fertiggestellt wurde.
Im Zweiten Weltkrieg wurde die Tuscan mit den Battle Honours Adriatic 1944, South France 1944 und Aegean 1944 ausgezeichnet. Für einen geplanten Einsatz im Pazifik wurde das Schiff nicht rechtzeitig einsatzbereit und erreichte Australien erst nach den amerikanischen Atombomben-Abwürfen auf  Hiroshima und Nagasaki. 1946 kehrte die Tuscan wieder nach Großbritannien zurück und wurde außer Dienst gestellt.
Ab 1952 erfolgte der Umbau  des Zerstörers zu einer U-Boot-Abwehr-Fregatte vom Typ 16. Der Zerstörer wurde umbewaffnet mit nur einem 102-mm-Zwillingsgeschütz (auf dem Vorschiff), einem 40-mm-Bofors-Zwillingsgeschütz und fünf einzelnen Bofors, nur noch einem Torpedorohr-Satz und zwei Squid-Werfern gegen U-Boote. Dann als  Fregatte F156  bezeichnet, verblieb das Schiff in der Reserve, bis es 1965 außer Dienst gestellt und zum Abbruch verkauft wurde.

## Geschichte derTuscan
Hauptbewaffnung der neuen Zerstörer des War Emergency-Zerstörer ab der im Januar 1941 bestellten 5. Flottille (S-Gruppe) waren neue Geschütze vom Typ 120 mm L/45 Mk.IX in der neu entwickelten Einzellafette CP XXII. Diese ermöglichte eine Erhöhung der Hauptgeschütze bis 55°, wodurch die Geschütze auch in der Luftabwehr einsetzbar wurden. Dazu kamen die Geschütze in eine neue, stark abgeschrägte Verkleidung mit automatischem Granatenzulauf.

Die neuen War Emergency-Zerstörer wurden zuerst ohne das für die Klasse vorgesehene 40-mm-Bofors-Zwillingsgeschütz in Hazemeyer-Lafette abgeliefert, das in dieser Klasse die Vierfach-pompom ersetzen und auf der bisherigen Scheinwerfer-Position montiert werden sollte. Die neue Waffe wurde erst im Laufe der Dienstzeit aufgestellt und ersetzte die als Notlösung aufgestellten einzelnen Oerlikons.
Dazu verfügten die ersten Zerstörer der neuen Klasse über zwei Paare von 20-mm-Oerlikon-Zwillings-Maschinenkanonen seitlich der Brücke und hinter dem Schornstein. Als die Schiffe der Klasse 1945 in den Fernen Osten verlegt wurden, ersetzten zur Verbesserung der Kamikaze-Abwehr einzelne 40-mm-Bofors die noch vorhandenen 20-mm-Oerlikons. 

Als weitere Bewaffnung verfügten die Schiffe der neuen Klasse noch über zwei Vierfach-Torpedorohrsätze und vier Wasserbombenwerfer mit anfangs 70 Wasserbomben.
HMS Tuscan war das dritte Schiff der Royal Navy mit diesem Namen und mit den anderen Zerstörern der T-Gruppe am 14. März 1941 bestellt. Die ersten vier Schiffe Gruppe entstanden bei John Brown bzw. Swan Hunter vor allen anderen Schiffen der Klasse einschließlich aller Zerstörer der schon im Januar 1941 bestellten S-Gruppe. Die Kiellegung des Neubaus mit der Baunummer 1663 erfolgte am 6. September 1941 bei Swan Hunter in Wallsend und er lief am 28. Mai 1942 als Tuscan vom Stapel. Der Zerstörer war das dritte Schiff der Royal Navy, das diesen Namen trug, den zuletzt von 1919 bis 1932 ein bei Yarrows gefertigter Zerstörer der S-Klasse getragen hatte. Die neue Tuscan kam dann am 11. März 1943 als zweites Schiff seiner Klasse und Gruppe in den Dienst der Royal Navy. Die acht Schiffe der T-Gruppe entstanden in zwei Gruppen. Die Fertigstellung der anderen vier Zerstörer erfolgte bei Cammel Laird und Denny erst zwischen dem 13. September 1943 und dem 20. Januar 1944. Bis dahin waren dann sieben Zerstörer der S-Gruppe, vier der U-, fünf der V- und eins der W-Gruppe ebenfalls in den Dienst gestellt worden.
Die Royal Navy setzte die vier neuen Zerstörer der T-Gruppe des War Emergency Typs zuerst in der Sicherung des Verkehrs um die Irische See ein. Am 14. Mai 1943 lief die Tuscan im Bristol-Kanal auf eine wohl britische Treibmine. Der beschädigte Zerstörer wurde von der polnischen Orkan nach Milford Haven eingebracht. Erst im September 1943 war der Zerstörer wieder einsatzbereit und wurde für den weiteren Einsatz im Mittelmeer vorgesehen und ausgerüstet.

### Einsätze im Mittelmeer
Nach der erneuten Indienststellung verlegte die Tuscan ins Mittelmeer, wo sie anfangs in der Adria eingesetzt wurde. Der Zerstörer wechselte mehrfach das Einsatzgebiet an der Italienischen Halbinsel und sicherte mit allen anderen sieben Schiffen der T-Gruppe und den Kreuzern Royalist und Delhi im August 1944 eine britische Trägergruppe von sieben Geleitträgern vor Südfrankreich bei der Landung der Alliierten (Operation Dragoon).

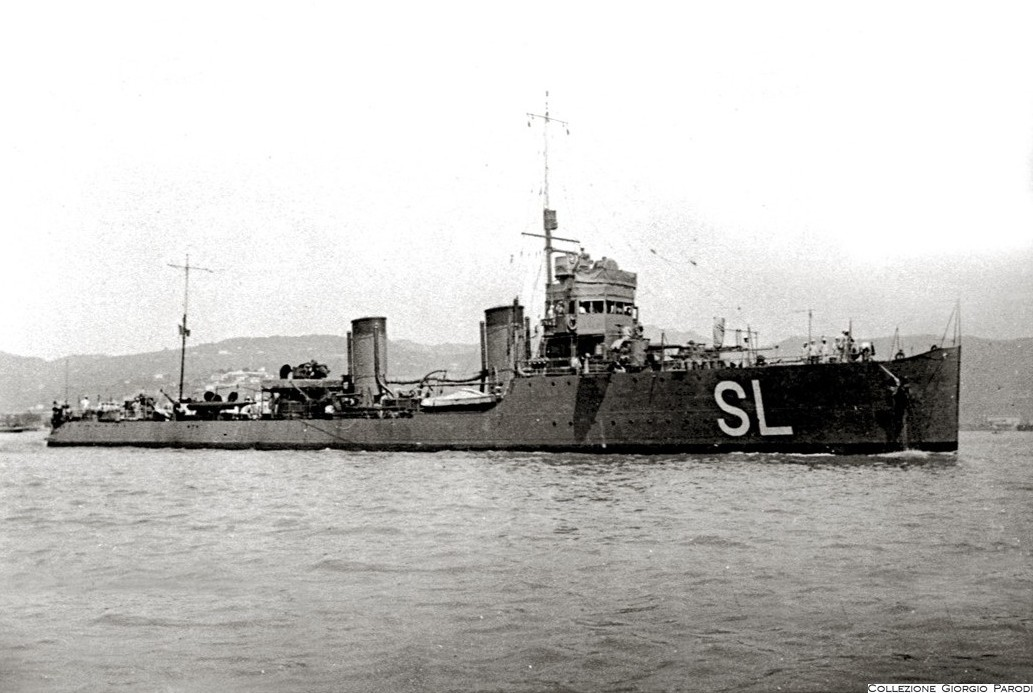
Die Solferino 1925, später TA 18

Im Anschließend verlegte die Flottille mit sechs Schiffen in die Ägäis, wo die Deutschen sich auf wenige Inseln zurückzogen. Bei der Bekämpfung des deutschen Rückzuges konnte die Tuscan am 13. September mit ihrem Leader Troubridge nördlich Kreta den deutschen Transporter Toni (ex-ital. Tealia, 638 BRT) versenken. Die britische Seite versammelte in der British Aegean Force sieben Geleitträger, sieben Leichte Kreuzer, die 24th Destroyer Flottille mit sechs Zerstörern der T-Gruppe, der griechischen Navarinon und der polnischen Garland sowie sechs britischen und fünf griechischen Hunt-Zerstörern. Bei Verlegung der letzten deutschen Schiffe in der Ägäis von Piräus nach Saloniki gelang es der Tuscan mit ihrem Schwesterschiff Termagant, Einheiten eines deutschen Verbands zu stellen und das Torpedoboot TA 37 (ex-Gladio, italienische Ariete-Klasse), den U-Boot-Jäger UJ 2101 sowie das Hafenschutzboot GK 32 am 7. Oktober 1944 zu versenken. Am 19. versenkte die Tuscan vor Volos noch TA 18 (ex-Solferino, italienische Palestro-Klasse). Obwohl es ab Ende Oktober 1944 keine deutschen Seestreitkräfte mehr in der Ägäis gab, blieb die Tuscan bis in den Dezember 1944 in den griechischen Gewässern, wo sie mit der Kelvin zwei deutsche Landungsboote vor Rhodos versenkte.

### Geplanter Einsatz gegen Japan
Der Ende 1944 wieder in Großbritannien eingetroffene Zerstörer wurde bis April 1945 überholt und umbewaffnet auf 40-mm-Flak wegen der Kamikaze-Bedrohung für die alliierten Einheiten. Die Tuscan traf erst nach den Atombomben-Abwürfen über Japan in Australien zum Einsatz bei der britischen Pazifikflotte ein. Sie kam mit den Schwesterschiffen Tyriann und Tumult sowie dem Zerstörer Quiberon zum Verband um den Leichten Träger Colossus mit den Kreuzern Bermuda und Argonaut. Sie nahmen vor der Jangtsekiang-Mündung und auf dem Fluss befreite Kriegsgefangene und bisherige Zivilinternierte an Bord und brachten sie in Sicherheit. 1946 kehrte der Zerstörer, teilweise im Verband mit der Argonaut und anderen Schiffen der Klasse, wieder nach Großbritannien zurück und wurde dann außer Dienst gestellt.
Noch in der Reserve begannen 1949 Arbeiten, um das Schiff wieder einzusetzen.

### Reklassifizierung als Fregatte

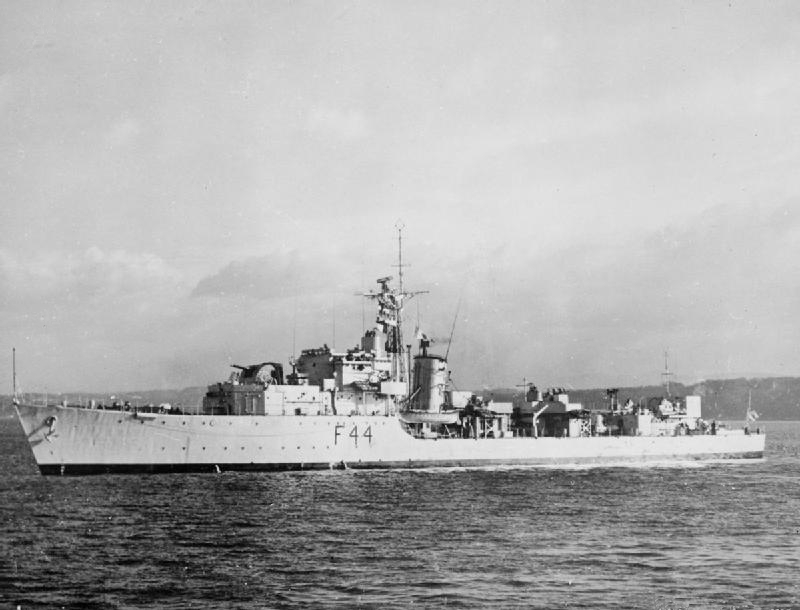
Schwesterschiff HMS Tenacious als Type 16 frigate

Der Zerstörer wurde in den Nachkriegsjahren zu einer U-Boot-Abwehr-Fregatte umgebaut und -klassifiziert. Die Tuscan wurde, wie sechs weitere Schiffe der T-Gruppe, nur dem weniger umfassende Umbau zu einer Fregatte vom Typ 16 unterzogen.
Hauptmaßnahme des Umbaus war eine Umbewaffnung: Die vier 120-mm-Geschütze kamen von Bord; die schwere Artilleriebewaffnung reduzierte sich auf ein 102-mm-Zwillingsgeschütz auf der erhöhten B-Position vor dem Brückenaufbau. Als leichte Flugabwehrwaffe führten die Zerstörer nach dem Umbau weiter ein 40-mm-Bofors-Zwillingsgeschütz und dazu fünf Einzelgeschütze vom selben Typ. Relativ weit am Heck erhielten die Umbauten vom Typ 16 zwei Salvenwerfer vom Typ Squid zum Kampf gegen U-Boote.
Der endgültige Umbau der Tuscan erfolgte vom Mai 1952 bis zum September 1953 bei den Mount Stuart Dry Docks in Cardiff. Nach seiner Abnahme und kurzer Erprobung wurde das Schiff der Reserve zugeteilt. Das Schiff wechselte zwar seinen Standort (Devonport, 1954 Portsmouth, 1960 Chatham und 1961 erneut Portsmouth) kam aber nicht wieder in den aktiven Dienst.
Die Tuscan wurde 1965 außer Dienst gestellt. Nach seiner Aussonderung wurde der ehemalige, zur Fregatte umgerüstete Zerstörer in Großbritannien an BISCO zum Abbruch verkauft, der am 26. März 1966 bei MacLellan in Bo’ness begann, wo sie hingeschleppt worden war.

### Umbauten zu Typ 16-Fregatten
| HMS Teazer (R23)                | F23   | Cammell Laird          | 13.09.43 | 1953–1954 Mountstart Dry Docks, Cardiff, | 2nd Training Squadron, ab September 1961 zum Kauf angeboten, Abbruch ab August 1965 |
| HMS Tenacious (R45)             | F44   | Cammell Laird          | 30.10.43 | 1951–1952 Royal Dockyard, Rosyth         | ab 1954 Reserve, 1965 außer Dienst gestellt und zum Abbruch verkauft                |
| HMS Termagant (R89)             | F189  | Denny                  | 30.10.43 | 1952–1953 Grayson Rollo, Birkenhead,     | ab August 1957 Reserve, 1965 außer Dienst gestellt und zum Abbruch verkauft         |
| HMS Terpsichore (R33)           | F19   | Denny                  | 20.01.44 | 1953–1954 Thornycroft                    | ab 1955 Reserve, 1966 außer Dienst gestellt und zum Abbruch verkauft                |
| HMS Tumult (R11)                | F121  | John Brown             | 2.04.43  | 1949–1950 Grayson Rollo, Birkenhead,     | ab Dezember 1957 Reserve, 1965 nach Dalmuir zum Abbruch verkauft                    |
| HMS Tuscan (R56)                | F156  | Swan Hunter            | 11.03.43 | 1949–1953 Mountstart Dry Docks, Cardiff, | ab 1953 Reserve, 1965 ausgesondert, Abbruch 1966                                    |
| HMS Tyrian (R67)                | F67   | Swan Hunter            | 8.04.43  | 1951–1953 Harland & Wolff, Liverpool     | ab September 1956 Reserve, 1963 ausgesondert, Abbruch 1965                          |
| Umbauten der O- und P-Klasse    |       |                        |          |                                          |                                                                                     |
| Orwell                          | F98   | Thornycroft            | 7.10.42  | 1952 Royal Dockyard, Rosyth,             | ab Dezember 1959 Reserve, 1963 ausgesondert, Abbruch 1965                           |
| Paladin                         | F169• | John Brown             | 12.12.41 | 1954 Royal Dockyard, Rosyth              | 1961 ausgesondert, Abbruch 1962                                                     |
| Petard                          | F56   | Vickers Armstrong Tyne | 14.06.42 | 1953–1955 Harland & Wolff, Belfast,      | Mai 1964 ausgesondert, Abbruch 1967                                                 |
| Tippu Sultan ex Onslow          | 260   | John Brown             | 8.10.41  | 1957–1959 Grayson, Rollo & Clover        | 1949 Pakistan, 1979 gestrichen, 1980 Abbruch                                        |
| Tughril ex HMAS Onslaught (G04) | 261   | Fairfield              | 19.06.42 | 1957–1959 C.& H. Crighton                | 1951 Pakistan, 1975 gestrichen, 1978 Abbruch                                        |